# The Sims 2: Livet i lägenhet
The Sims 2: Livet i lägenhet (engelska:Apartment Life) är det åttonde och sista expansionspaketet till datorspelet The Sims 2. I Sverige släpptes det den 28 augusti 2008. I spelet får man nu möjlighet att flytta in sina simmar i hyreshus eller lägenhetshus. Dessutom finns det några nya färdigheter som simmarna kan lära sig.

## Nyheter
- Hyreshus med lägenheter
- Häxor och Trollkarlar
- Uppvärmnings- och kylsystem
- Spiraltrappor
- Innertak
- Sociala grupper
- Nya färdigheter som brandsläckning, fysiologi, vredeshantering, livslång lycka och parvägledning.
- Lönnbokhyllor